# Helen Hester
Helen Hester (1983) es una filósofa, investigadora, escritora y activista feminista británica. Es miembro del grupo feminista Laboria Cuboniks.

## Datos biográficos
Hester es profesora asociada de 'Medios de Comunicación' en la  West London University. Sus líneas de trabajo e investigación son el tecnofeminismo, los estudios sobre la sexualidad, la tecnología digital, las teorías de reproducción social y las políticas reproductivas y el futuro del trabajo.  Es autora de Beyond Explicit: Pornography and the Displacement of Sex, coeditora de las colecciones Fat Sex: New Directions in Theory and Activism, y Dea ex Machina, y editora de la serie de libros "Sexualities in Society" de Ashgate.

### Activista de 'Laboria Cuboniks'
Helen Hester es miembro del grupo feminista internacional Laboria Cuboniks, un colectivo de personas de diferentes ámbitos del conocimientos: artes plásticas, programación, filosofía, arqueología o diseño.  En 2015 publicó Xenofeminismo. Una política por la alienación. En este manifiesto defiende el xenofeminismo, revisando los proyectos políticos feministas y haciendo una apuesta por el uso estratégico de las tecnologías existentes para rediseñar por completo el mundo.
El prefijo 'xeno' del término 'xenofeminismo' hace referencia al deseo de crear un nuevo tipo de feminismo que abarque la diversidad sexual, independientemente de cualquier concepción binaria, y que debe tener la capacidad de formar alianzas nuevas y formas de solidaridad. Desde el ciberfeminismo, el posthumanismo, el activismo trans, el materialismo y el aceleracionismo. Las xenofeministas proyectan un mundo más allá de las nociones de género, sexo, raza, especie y clase, y se enfrentan constantemente a la naturaleza como un cruce de caminos de tecnología, especialmente las mujeres, que llevan la idea de lo "natural" con la carga del trabajo de la reproducción.

### Aportaciones teóricas
Basado en el manifesto Xenofeminista de Laboria Cuboniks, Hester escribirá en 2018 el ensayo "Tecnologías de género y políticas reproductivas". La autora subrayará los principales fundamentos teóricos del manifiesto: antinaturalismo,  tecnomaterialismo y el abolicionismo de género. Partiendo de una postura transfeminista, entrelazará estos tres conceptos para proponer que la ciencia y la tecnología se consideren como espacios de conflicto, ya que no son esencialmente neutrales ni benéficos, como suelen considerarse, ya que son intrínsecamente patriarcales, sexistas y racistas. Son un territorio para conquistar. La naturaleza, por tanto, recorre ahora la tecnología y las esferas sociales, y es flexible, repetible y reconstruible. Así pues, es necesario disponer de una organización social colectiva a gran escala para poder adquirir vínculos patrióticos.
Un tema clave para la autora es el tema de la reproducción social y el trabajo reproductivo y su relación con el futuro de nuestro planeta. El objetivo de Hester es desarrollar representaciones para un "futuro extraño" que no imponen y condenen la reproducción biológica y establezcan modelos de reproducción social no reguladores basados en la autonomía corporal y la diversidad sexual que sean capaces de fomentar vínculos afectivos y de cuidado más allá de la filiación sanguínea. Con este trabajo Hester amplía el anterior manifiesto y lo articula alrededor del aceleracionismo. Según ella, la realidad actual vive un proceso rápido en todos sus ámbitos, especialmente en la ciencia y la tecnología. Otros autores han visto anteriormente estos ámbitos como un espacio de emancipación feminista en sus distintas publicaciones: Firestone (1976), Haraway (1995), Plant (1994), Butler (2018, 2017 y 2006) y Preciado (2002, 2008 y 2010). La ruptura del género binario y la apertura de cuerpos, sujetos e identidades queer no heterocéntricos a otras lecturas son también espacios que pueden convertirse en realidad.
Hester, en su ensayo, rechaza la equivalencia entre feminidad y activismo ecologista, defendiendo un activismo adaptado al mundo de la tecnología. Sobre el mantra feminista “lo personal es político” afirmaba que no sólo debe quedarse en la intuición, sino que debe incidir en la sociedad y, al mismo tiempo, ser criticado. Se propuso hacer una alianza con los demás, con desconocidos, con los alienados. También se basaría únicamente en la solidaridad y el individualismo, así como en el feminismo.

### Después del trabajo ¿Qué nos queda?
Junto al economista Nick Srnicek, inició la segunda ola de marxismo postautonomista y feminismo materialista, publicando el texto "Después del trabajo: ¿qué nos queda?" en el que se plantearían la naturalización del trabajo reproductivo y el hecho de intentar crear una política feminista más eficaz en la era del fin del trabajo (véase El fin del trabajo). En otra línea de investigación, examinó la crisis integrada del trabajo asalariado, el trabajo en el hogar y la comunidad mientras nos sumergimos en la era de la economía del cuidado, examinando la feminización del trabajo reproductivo y de cuidado, tanto remunerado como no remunerado.
Hester y Srnicek defiende una política feminista post-laboral, en la que se debe cambiar la mirada hacia el trabajo tradicional (oficinas y fábricas) por el nuevo trabajo de valor -el trabajo de cuidados- (hospitales y hogares). Las crisis del trabajo con sus empleos precarios, subcontratación y automatización adquiere una nueva dimensión cuando el trabajo se realiza a través de la lente del cuidado y da a los problemas laborales una perspectiva totalmente nueva. Hay una crisis del trabajo pero también una nueva realidad -más esperanza de vida y un envejecimiento activo y digno- por lo que no se deberían admitir medidas de austeridad económica que han recortado las prestaciones sociales, la educación y la atención sanitaria. También habría menos personas disponibles para realizar las tareas domésticas no remuneradas y el cuidado de los niños, ya que hay más mujeres que trabajan. La buena noticia, según Hester y Srnik, es que se trata de una crisis que puede y debe ser abordada. Pero sólo si la sociedad se replantea por completo la forma en que se organiza la vida y el trabajo de cuidados, al tiempo que se debe estar abierto a la automatización del trabajo realizado en el hogar.

## Publicaciones

### Publicaciones de Helen Hester
- 2022 - After work: The Fight for Free Time, (con Nick Srnicek), Verso, Londres.[17]
- 2018 - After work: The politics of free time, (con Nick Srnicek), Verso, Londres.[18]
- 2018 - Xenofeminismo. Tecnologías de género y políticas de reproducción. Caja Negra, 2018, Ciudad Autónoma de Buenos Aires.[19]
- 2015 - Fat Sex: New Directions in Theory and Activism (con Caroline Walters), Routledge, 2015,[20]
- 2015 - Dea ex machina (con Armen, Braidotti, Rosi, Cuboniks, Laboria, Firestone, Shulamith, Power, Nina, Preciado, Avanessian), Berlin Merve, 2015.[21]
- 2015 - Manifiesto xenofeminista (colectivo Laboria Cubonikcs).
- 2014 - Beyond Explicit: Pornography and the Displacement of Sex, SUNY Press, 2014.[22]

### Publicaciones relacionadas
- 2013 - Manifiesto por una política aceleracionista, Nick Srnicek y Alex Williamsy.[23]